# Комарево (Монтанська область)
Комаре́во (болг. Комарево) — село в Монтанській області Болгарії. Входить до складу общини Берковиця.

## Населення
За даними перепису населення 2011 року у селі проживали 90 осіб, усі — болгари.
Розподіл населення за віком у 2011 році:
Динаміка населення: